# Jewgienij Fieofanow
Jewgienij Iwanowicz Fieofanow ros. Евгений Иванович Феофанов (ur. 22 kwietnia 1937 w Moskwie, zm. 29 marca 2000 tamże) – radziecki bokser, medalista olimpijski i wicemistrz Europy.
Startował w wadze średniej (do 75 kg). Na igrzyskach olimpijskich w 1960 w  Rzymie zdobył brązowy medal, przegrywając w półfinale z Tadeuszem Walaskiem. Na mistrzostwach Europy w 1961 w Belgradzie został srebrnym medalistą, ponownie po porażce z Walaskiem.
Był mistrzem ZSRR w 1960, wicemistrzem w 1958 i 1958, a także brązowym medalistą w 1956, 1957 i 1961. Po zakończeniu kariery zawodniczej pracował jako trener bokserski w Moskwie.
Pochowany na Cmentarzu Przemienienia Pańskiego w Moskwie.